# 燃える男 長島茂雄 栄光の背番号3
『燃える男 長島茂雄 栄光の背番号3』（もえるおとこ ながしましげお えいこうのせばんごうさん）は、1974年12月14日に公開された「東宝チャンピオンまつり」で上映されたドキュメント映画。

## 概要
1974年、読売ジャイアンツを現役引退した長島茂雄の引退までの活躍を描いた作品。「東宝チャンピオンまつり」では初のスポーツドキュメンタリー映画。
2000年10月31日、東京国際映画祭のニッポン・シネマ・クラシックでも上映された。
なお「東宝チャンピオンまつり」はこの年を以て、夏興行と冬興行を廃止、以後最終興行の1978年まで春のみに限定される。

## ナレーター
- 北村和夫

## スタッフ
- 製作：西村健治
- 企画：森栄児、須斉安正
- 撮影：田村修一
- 録音：福田誠
- 照明：熊沢実
- 編集：庄司茂
- 音楽：冬木透
- 監督：河辺和夫

## 同時上映
いずれも再編集リバイバル作品。従来のチャンピオンまつりでは特撮映画をメインとしていたが、1974年冬期興行では本作品がメイン作品として扱われた。
- 海底大戦争 緯度0大作戦
- モスラ